# 宮城厚生協会
公益財団法人宮城厚生協会（みやぎこうせいきょうかい）は、宮城県多賀城市下馬に本部を置く医療・介護事業を展開している公益財団法人である。

## 概要
1950年に設立され、2020年6月現在4病院7診療所（付属診含む）、6ケアステーション（訪問看護・訪問介護）と地域包括支援センターを運営している。県内最大の私的医療経営体であり、全日本民主医療機関連合会（民医連）に加盟している。　

## 沿革
（この節の出典）
- 1950年 - 宮城厚生協会設立（坂病院・長町診療所・鈴木医院・宮城野原保育園・佐藤医院）
- 1958年 - 准看護師養成所開設（1975年閉鎖）
- 1964年 - 坂病院125床から225床へ増床
- 1966年 - 看護婦寮建設
- 1973年 - 横山医院加入（1970年開設）
- 1978年 - 古川有床化16床
- 1981年 - 長町病院増築
- 1982年 - 泉病院開設
- 1984年 - 仙台錦町診療所・産業医学センター開設
- 1987年 - 古川民主病院新築オープン
- 1990年 - 中新田民主医院開設（横山医院名称変更）
- 1992年 - くりこまクリニック開設
- 1995年 - 訪問看護ステーション開設（小金町、泉、郡山、しおかぜ）
- 1997年 - くりこまクリニックデイケア開設、七ヶ浜訪問看護ステーションはまなす開設（2006年つくしステーションと合併）
- 1998年 - デイケア開設（坂、泉）、訪問看護ステーション開設(長町、中新田、くりこま)
- 1999年 - 坂総合病院付属成人病クリニック開設、古川民主病院付属こごた民主診療所開設、訪問看護ステーション開設（つくし、福田町）、デイケア開設（長町、古川）、長町病院新築開設（160床）、福田町クリニック開設、しおかぜヘルパーステーション開設
- 2000年 - ながまちヘルパーステーション開設、若林クリニック開設
- 2001年 - 南光台在宅介護支援センター開設、訪問看護ステーション開設（南光台、こごた）、ヘルパーステーション開設（南光台、こごた）
- 2002年 - デイケア開設（中新田）
- 2004年 - ヘルパーステーション開設（笠神、長命ヶ丘）
- 2005年 - 坂総合病院新築開設、坂総合クリニックへ名称変更（旧坂総合病院付属成人病クリニック）
- 2006年 - 坂総合クリニック1号館にメディカル・フィットネスのびのび開設、南光台地域包括支援センター開設（仙台市から業務委託）
- 2007年 - 小金町訪問看護ステーション閉鎖
- 2008年 - 坂総合病院　地域医療支援病院認定、坂総合病院　地域災害医療センター指定
- 2009年 - 長町病院附属クリニックにメディカルフィットネス「のびのび長町」開設、坂総合病院　無料低額診療事業開始
- 2011年 - 長町病院附属クリニック廃止、若林クリニック　デイサービスセンター開所
- 2012年 - 「しおかぜヘルパーステーション笠神」を「つくしヘルパーステーション」に改名・移転
- 2013年 - 公益財団法人宮城厚生協会に移行

## 病院
（この節の出典）
- 坂総合病院 - 塩竈市錦町16-5
- 長町病院 - 仙台市太白区長町3-7-26
- 泉病院 - 仙台市泉区長命ケ丘2-1-1
- 古川民主病院 - 大崎市古川駅東2-11-14

## 医科診療所・歯科診療所
（この節の出典）
- 坂総合クリニック - 多賀城市下馬2丁目13番7号
- 坂総合病院附属北部診療所 - 塩釜市字庚塚1番3
- 長町病院附属歯科クリニック - 仙台市太白区長町一丁目6番9号
- くりこまクリニック - 栗原市栗駒岩ケ崎上小路153番地
- 中新田民主医院 - 加美郡加美町字矢越345番地
- 仙台錦町診療所・産業医学センター - 仙台市青葉区上杉3丁目2番28号 アクス上杉ビル3階
- 若林クリニック - 仙台市若林区下飯田字遠谷地174番地

## 介護事業所
（この節の出典）
- 居宅介護支援事業所 - 10事業所
- 通所リハビリテーション - 7事業所
- 居宅療養管理事業所 - 9事業所
- 訪問看護ステーション - 6事業所
- 訪問介護ステーション - 7事業所
- 訪問リハビリテーション - 4事業所
- 介護療養施設（短期入所療養介護含） - 古川民主病院
- 介護予防支援事業所 - 南光台地域包括支援センター（仙台市委託事業） - 仙台市泉区南光台南一丁目14番27号